# District judiciaire de Cuéllar
Pour les articles homonymes, voir Cuéllar (homonymie).
Le district judiciaire de Cuéllar est l'un des cinq districts judiciaires qui composent la province de Ségovie en Castille-et-León, dans le centre de l'Espagne. La capitale est Cuéllar.

## Communes
- Adrados
- Aguilafuente
- Chañe
- Cozuelos de Fuentidueña
- Cuéllar
- Fresneda de Cuéllar
- Frumales
- Fuente el Olmo de Fuentidueña
- Fuente el Olmo de Íscar
- Fuentepelayo
- Fuentepiñel
- Fuentesaúco de Fuentidueña
- Gomezserracín
- Hontalbilla
- Lastras de Cuéllar
- Mata de Cuéllar
- Membibre de la Hoz
- Navalmanzano
- Navas de Oro
- Olombrada
- Perosillo
- Pinarejos
- Pinarnegrillo
- Remondo
- Samboal
- San Cristóbal de Cuéllar
- San Martín y Mudrián
- Sanchonuño
- Torrecilla del Pinar
- Vallelado
- Villaverde de Íscar
- Zarzuela del Pinar